# Angelo Novi
Angelo Novi (* 9. Juni 1930 in Lanzo d’Intelvi; † 6. Mai 1997 ebenda) war ein italienischer Fotograf.

## Leben
Novi studierte an der Accademia di Belle Arti di Brera Malerei bei Domenico Cantatore und war ein Jahr an der Fakultät für Architektur. Er entschloss sich 1952, als Fotograf zu arbeiten und fand zunächst eine Anstellung bei der Agentur Publifoto (die später in der Olimpia aufging), für die er u. a. die Türkei, Syrien, den Libanon, Iran und Indien bereiste. Er machte Bilder vom Volksaufstand in Ungarn 1956. Nach seinem Umzug nach Rom 1960 fotodokumentierte er weiterhin Reportagen; kurze Zeit später wurde er, nun für Dufoto, Setfotograf bei Filmen. Er arbeitete für Pier Paolo Pasolini und Sergio Leone, für den er auch kleine Rollen vor der Kamera übernahm; besonders bekannt wurden jedoch seine Fotografien für Bernardo Bertolucci. Novi bevorzugte dabei Schwarzweiß-Bilder.